# مارک شوارزر
مارک شوارزر (انگلیسی: Mark Schwarzer؛ زادهٔ ۶ اکتبر ۱۹۷۲) بازیکن فوتبال سابق اهل استرالیا است.
شوارزر سابقه بازی در تیم‌های مارکونی استالیونز، دینامو درسدن، کایزرسلاوترن، برادفورد سیتی، میدلزبورو، فولام و چلسی را دارد. وی ۱۰۹ بازی ملی در کارنامه خود دارد.

## آمار و اطلاعات

### ملی
| استرالیا | استرالیا | استرالیا |
| سال      | بازی     | گل       |
| -------- | -------- | -------- |
| ۱۹۹۳     | ۲        | ۰        |
| ۱۹۹۴     | ۲        | ۰        |
| ۱۹۹۵     | ۰        | ۰        |
| ۱۹۹۶     | ۱        | ۰        |
| ۱۹۹۷     | ۰        | ۰        |
| ۱۹۹۸     | ۰        | ۰        |
| ۱۹۹۹     | ۰        | ۰        |
| ۲۰۰۰     | ۴        | ۰        |
| ۲۰۰۱     | ۱۰       | ۰        |
| ۲۰۰۲     | ۰        | ۰        |
| ۲۰۰۳     | ۳        | ۰        |
| ۲۰۰۴     | ۶        | ۰        |
| ۲۰۰۵     | ۸        | ۰        |
| ۲۰۰۶     | ۸        | ۰        |
| ۲۰۰۷     | ۸        | ۰        |
| ۲۰۰۸     | ۱۱       | ۰        |
| ۲۰۰۹     | ۱۰       | ۰        |
| ۲۰۱۰     | ۹        | ۰        |
| ۲۰۱۱     | ۱۲       | ۰        |
| ۲۰۱۲     | ۹        | ۰        |
| ۲۰۱۳     | ۶        | ۰        |
| مجموع    | ۱۰۹      | ۰        |

## افتخارات

### باشگاه
میدلزبورو
- کارلینگ کاپ (۱): ۲۰۰۴

لستر سیتی
- لیگ برتر فوتبال انگلستان: ۱۶–۲۰۱۵[۷]

### ملی
استرالیا
- جام ملت‌های اقیانوسیه (۱): ۲۰۰۴
- جام ملت‌های آسیا نایب قهرمان: ۲۰۱۱